# Chiesa di Santa Maria in Binde
La chiesa di Santa Maria in Binde, o chiesa di Santa Maria a Bindis, è una chiesa sussidiaria nella parte vecchia del comune di Mori in Trentino. Fa parte della zona pastorale della Vallagarina dell'arcidiocesi di Trento e risale almeno al XIX secolo.

## Origini del nome

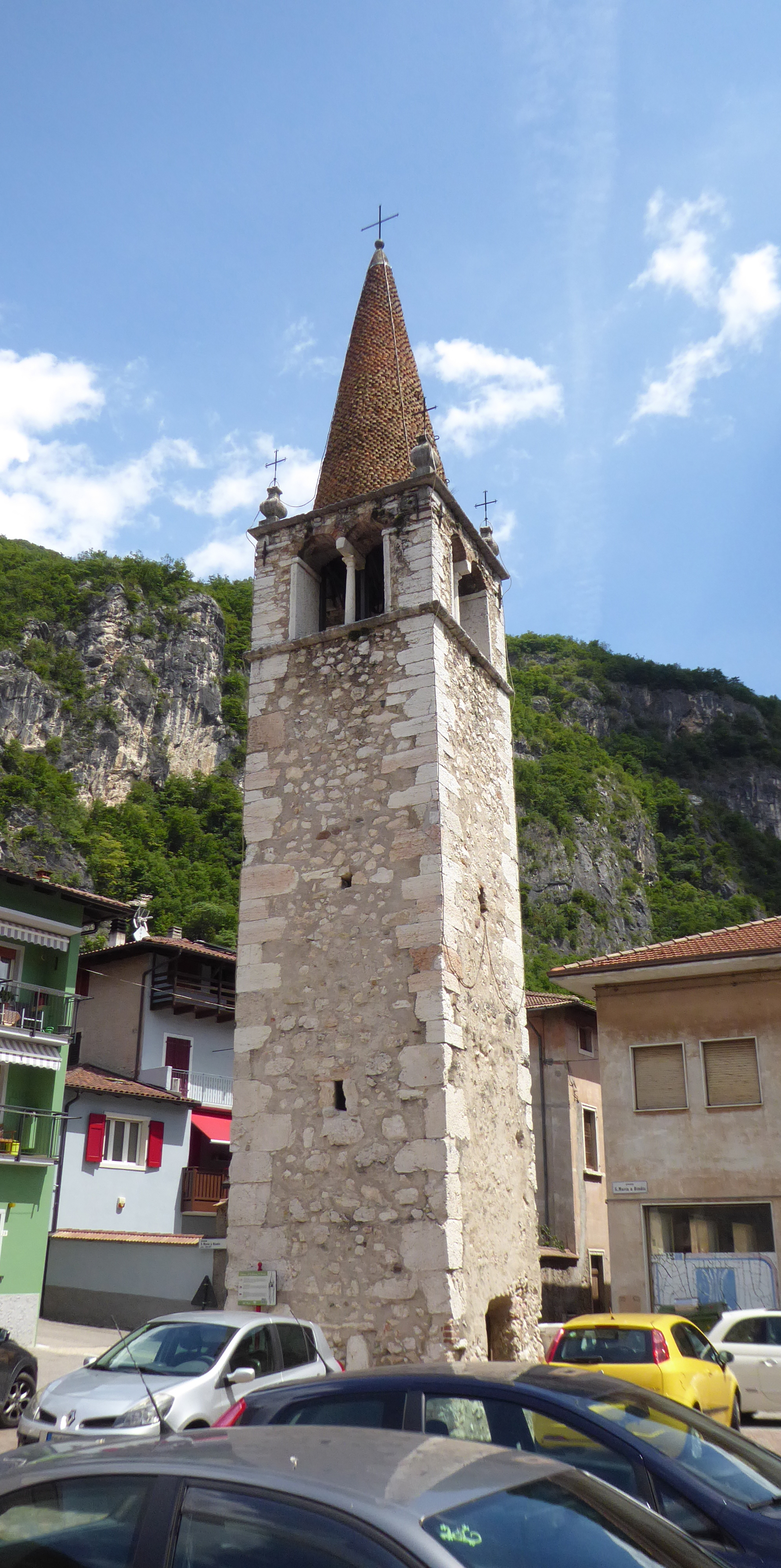
Il campanile

Il toponimo Binde, dal quale deriva Santa Maria a Bindis, è longobardo, e corrisponde all'antico nome di Mori Vecchio.

## Storia

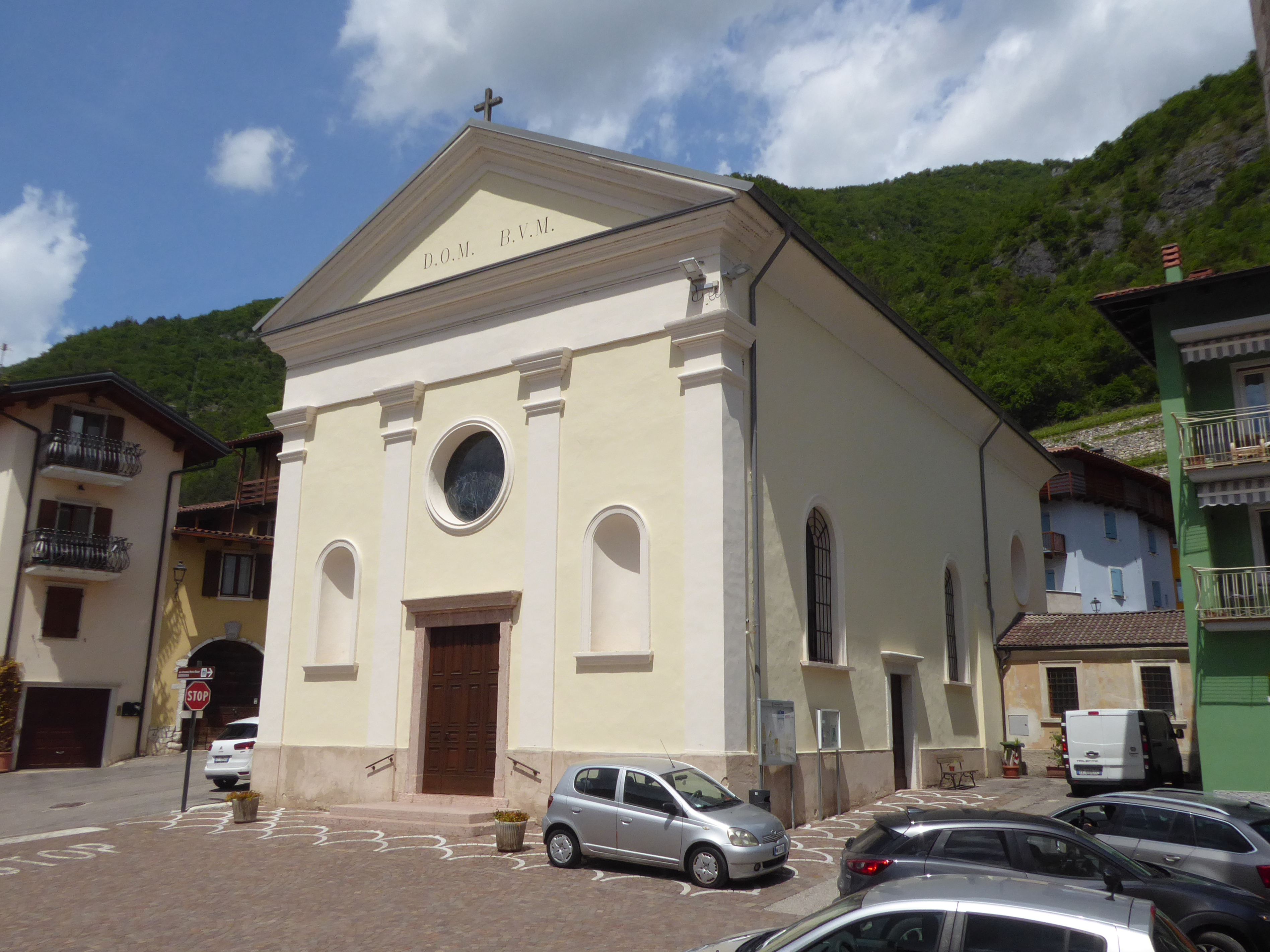
Altra vista della chiesa

Già attorno al X secolo nelle vicinanze del sito dove si trova l'edificio era presente molto probabilmente un luogo di culto cristiano con dedicazione a Santa Maria, a sua volta costruito sui resti di un tempio pagano. L'edificio originario è scomparso, ad eccezione della sua torre campanaria.
L'edificio che ci è pervenuto venne edificato nella parte vecchia dell'abitato di Mori attorno al 1880 e con verosimiglianza rispettò le forme della costruzione antica.
Pochi anni dopo, all'inizio del XX secolo, l'edificio venne gravemente danneggiato da un'alluvione e fu necessario un restauro che comportò la sua quasi completa ricostruzione. La solenne cerimonia della benedizione venne celebrata nel 1904.
Nell'ultimo decennio del secolo fu sostituita la pavimentazione della sala, nel 2007 fu rifatta la copertura del tetto e nel 2014 iniziò un ciclo di restauri conservativi che riguardarono gli intonaci, le strutture in legno ed in marmo e la tinteggiatura degli esterni.

## Descrizione

### Esterni
Il prospetto principale è neoclassico con portale principale architravato sormontato, in asse, dal grande oculo che porta luce alla sala. Quattro lesene sorreggono il grande frontone con timpano.  
La torre campanaria si alza leggermente scostata dall'edificio e la sua caratteristica cuspide in cotto veronese testimonia la sua origine antecedente al XIX secolo, risultando così la parte più antica della struttura.

### Interni
La navata interna è unica con volta a botte. Anche in controfacciata sono presenti lesene, che corrispondono a quelle esterne. Alla sala si accede anche da un ingresso laterale posto sulla parete destra. L'arco santo a tutto sesto porta al presbiterio, che è leggermente rialzato.